# Dům U Lazebníka (Kadaň)

Historické číslo popisné

Dům U Lazebníka (čp. 28) na Starém Městě v Kadani náleží k nejstarším dochovaným měšťanským domům ve městě. Nalézá se v ulici Čsl. Armády (dříve Pekařská, později Růžová). Od roku 1958 je chráněn jako kulturní památka a ohleduplné rekonstrukce zachovávají řadu jeho historických architektonických prvků.

## Dějiny domu a jeho majitelé
Dům čp. 28 v někdejší Pekařské ulici (později Růžová, nyní Čsl. armády) na Starém Městě v Kadani je v městských písemnostech poprvé zmiňován roku 1565. Jelikož jsou základy domu a okolní zástavba původně gotické, lze se domnívat, že historie domu sahá do dob ještě o dvě až tři století starších. Ulice, ve které se dům čp. 28 nachází, bývala kdysi hlavním centrem cechu pekařského, jehož existence je v Kadani doložena od poloviny 15. století. Dům byl v průběhu staletí několikrát poškozen jak velkými ničivými požáry města, tak i lokálními požáry, při nichž v letech 1498 a 1537 lehla popelem takřka celá tehdejší Pekařská ulice.
V domě čp. 28 jeho majitelé provozovali lazebnictví čili holičství, ke kterému se často vázaly i další služby medicínského charakteru. Roku 1597 je v domě jako provozovatel lazebnické živnosti zmiňován Johann Milch, o dva roky později pak Friedrich Gross, který v domě později také zemřel (1607). V roce 1635 dům podlehl velkému požáru, který tehdy zasáhl celé město sužované útrapami třicetileté války. V druhé polovině 17. století se dům ocitl ve vlastnictví kadaňského městského radního Matese Falcka, který jej roku 1688 prodal jistému Johannu Andreasovi Grimmichovi, jenž roku 1695 zastával úřad královského rychtáře a později i písaře hraběte Martinice, pána na Prunéřově. Grimmich však ještě v roce 1694 dům prodal lazebníku Johannu Ernstu Schuldesovi, který jej dvě léta později postoupil krejčovskému mistru Johannu Christophu Sanderovi, představenému zdejšího krejčovského cechu. Od Sanderových potomků zakoupil dům za sumu pět set zlatých roku 1770 soukenický mistr Ignaz Kautzner.
Pozdější majitelé pak v domě čp. 28 zřídili a provozovali pivovar. Další ničivý požár dům zasáhl v roce 1786, který tehdy vypukl v severní části kadaňského Starého Města. Roku 1788 dům zakoupil i s pivovarnickým náčiním mistr cechu soukenického Josef Reichel. Od roku 1799 byl majitelem tkalcovský mistr Anton Wollmann, za nějž dům v roce 1811 opět vyhořel. Jednalo se o poslední velký požár Kadaně, který zasáhl celé město i všechna jeho předměstí. V letech 1881 až 1883 byli spolumajiteli domu židovští měšťané Isak Löwi a Isak Löbl.
Roku 1911 se dostal do majetku mlékařky Anny Kadanikové, narozené v Kadani v roce 1869, a jejího manžela Josefa (1870–1940), který byl ševcem. V roce 1945 byly ovdovělá Anna Kadaniková a její dcera Anna vypovězeny ze země jakožto Němky a dům čp. 28 byl zkonfiskován obnoveným československým státem. Jako správkyně dům roku 1946 převzala Františka Krčmářová.

## Číslo popisné
Nad vstupním portálem domu U Lazebníka se nachází číslo popisné N.28., které je červenou barvou výrazně vyvedeno přímo na fasádě domu. Číslování budov bylo uzákoněno roku 1770 nařízením císařovny Marie Terezie a jejího syna a spoluvladaře Josefa II. Provedením tohoto nařízení byly pověřeny tzv. konskripční komise, které zprvu některé domy číslovaly pouze křídou na dveře. Teprve následně si někteří majitelé domů nechávali nová čísla popisná vymalovat na fasády. Plechové tabulky se pak na fasádách začaly objevovat až od roku 1805. Číslo popisné domu U Lazebníka tedy pochází nejspíše ještě z konce 18. století a je tak unikátním dokladem nejstarších dějin číslování domů na našem území. Podle pověsti se císařovna rozhodla očíslovat všechny domy v říši poté, co její kočár neúspěšně bloudil Vídní ve snaze najít jeden dům označený pouze starobylým domovním znamením.

## Zajímavost
Jedním z nejničivějších požárů v dějinách města Kadaně byl velký oheň ze dne 1. října 1811. Vypukl tehdy mezi druhou a třetí hodinou odpolední v domě čp. 223 na Vlašském náměstí, v centru Špitálského předměstí. Z neznámé příčiny pak začalo hořet právě i v Růžové ulici (dříve Pekařská a v současné době Čsl. armády), a sice v domě čp. 40, na jehož místě nyní stojí novostavba čp. 1130. Požár se v ulici brzy rozšířil a záhy zasáhl i dům U Lazebníka čp. 28. Celé město se tehdy proměnilo v ohnivé moře, požár zachvátil chrám Povýšení sv. Kříže i s děkanstvím, věž a budovy kadaňské radnice, měšťanský pivovar, Kadaňský hrad a kasárna, piaristický klášter s gymnáziem i špitální kostel Stětí sv. Jana Křtitele. Písemné prameny vypovídají, že během pěti hodin lehlo popelem na pět set domů. Díky odvaze a přičinlivosti měšťanů se však město z této tragické události vzpamatovalo překvapivě brzy.